# Rhaenyra Targaryen
Rhaenyra Targaryen a Sárkányok háza című sorozat főszereplője. Megalkotója George R. R. Martin. A sorozatban fiatalon Milly Alcock, felnőttként Emma D’Arcy alakítja. Magyar hangja Staub Viktória és Réti Adrienn.
Rhaenyra Targaryen királynő I. Viserys Targaryen király és Aemma Arryn lánya, egyben az egyetlen felnőttkort megért gyermekük. Syrax sárkánylovasa. A Targaryen polgárháborúban a Feketék királynője.
Ha királynő leszek, új rendet hozok

## Élete

### Sárkányok háza 1.évad
|  | Alább a cselekmény részletei következnek! |

Rhaenyra Királyvárban nevelkedik. Apja, Viserys a király. Anyja, Aemma szülésben meghal a fiával akit Baelonnak nevez el Viserys .  Rhaenyra abban a tudatban nevelkedik, hogy apja után ő lép majd a trónra. Barátnője, Alicent Hightower, Otto Hightower (a király segítője) lánya. Apja hozzáadja a királyhoz, hogy még nagyobb befolyása legyen a Koronára. Alicent fiút szül Viserysnek (II. Aegon), így sokak megkérdőjelezik az öröklési sorrendet. A Hightowerek és a Lannisterek megpróbálják meggyőzni a királyt, hogy Aegon legyen az új örökös, azonban Viserys kitart Rhaenyra mellett. Így a barátnők között fokozatosan romlik a viszony. A Hercegnő intim kapcsolatba kerül nagybátyjával, Daemon herceggel, és testőrével, Ser Christon Cole-lal. Hogy a városban terjengő pletykáknak véget vessenek, Rhaenyrát hozzáadják Laenor Velaryonhoz, hogy a Velaryonok támogassák Rhaenryát, mint örököst. Rhaenyrának és Laenornak három fiuk születik, azonban valójában a valódi apa a hercegnő testőre, Harwin Strong. Természetesen a város erről az információról is tudomást szerez, és így Rhaenyra kénytelen elhagyni a fővárost. Sárkánykőre menekül családjával. Közben Laenort titokban elküldik Essosra, és Rhaenyra összeházasodik Daemon herceggel, a király bátyjával. Időközben a Velaryon-ház feje, Corlys nagyúr egy csata során eltűnik. Rhaenyra vissza kényszerül térni Királyvárba, hogy a Velaryon-ház örökösödéséről tárgyaljon. Apját borzalmas állapotban találja, és a Hightowereket gyanúsítja meg, akik időközben szinte teljesen magukhoz ragadták az irányítást a király háta mögött. Végül apja fia, Lucerys Velaryon javára dönt az örökösödési sorban.

### Halála
|  | Alább a cselekmény részletei következnek! |

A Trónok harcában Joffrey Baratheon megemlíti Margaery Tyrellnek, hogy Rhaenyra hercegnő halálát II. Aegon Targaryen király és sárkánya okozza. 
Már halálát megelőzően sokan átálltak a Hét Királyság királya, II. Aegon mellé, ami Rhaenyra királynő/hercegnő ép elméjének megbomlásához is hozzájárult. Egyetlen fia, a kis Aegon maradt csak neki, amikor már mindenkit elveszített.